# Djabbé Biou
Djabbé Biou est un village du Cameroun situé dans le département de Mayo Louti et la Région du Nord. Le village fait partie de l'arrondissement de Figuil. Le village possède un lac intarissable et est aussi équipé d'un centre de santé intégré.  